# سونگ جین وو
سونگ جین وو (انگلیسی: Song Jin-woo؛ زادهٔ ۱۶ فوریهٔ ۱۹۶۶) بازیکن بیس‌بال اهل کره جنوبی است.
وی در مسابقات کشوری و بین‌المللی در مجموع برندهٔ یک مدال برنز شده‌است.